# Hemistola isommata
Hemistola isommata är en fjärilsart som beskrevs av Louis Beethoven Prout 1935. Hemistola isommata ingår i släktet Hemistola och familjen mätare. Inga underarter finns listade i Catalogue of Life.